# Bisbat d'Isernia-Venafro
El bisbat d'Isernia-Venafro —Diocesi di Isernia-Venafro (italià); Dioecesis Aeserniensis-Venafrensis (llatí)— és un bisbat de l'Església catòlica, sufragani de l'arquebisbat de Campobasso-Boiano, que pertany a la regió eclesiàstica Abruços-Molise. El 2006 tenia 60.000 batejats d'un total de 63.000 habitants. Des del 2014 stà regida pel bisbe Camillo Cibotti.
Els patrons de la diòcesi són sants Nicandro, Marciano i Daria, màrtirs al 303 a Venafro sota l'emperador Dioclecià. La memòria litúrgica és el 17 de juny amb grau de solemnitat a les ciutats de Venafro i Isernia i de festa a la diòcesi. La ciutat de Venafro estén la celebració del 16 al 18 de juny.

## Territori
La diòcesi comprèn 27 municipis de la província d'Isernia (Acquaviva d'Isernia, Carpinone, Castelpizzuto, Castel San Vincenzo, Cerro al Volturno, Colli al Volturno, Conca Casale, Filignano, Forlì del Sannio, Fornelli, Isernia, Longano, Macchia d'Isernia, Miranda, Montaquila, Monteroduni, Pesche, Pettoranello del Molise, Pizzone, Pozzilli, Roccasicura, Rocchetta a Volturno, Sant'Agapito, Scapoli, Sessano del Molise, Sesto Campano i Venafro) i 5 de la província de Caserta (Capriati a Volturno, Ciorlano, Fontegreca, Gallo Matese i Mastrati di Pratella).
La seu episcopal és la ciutat d'Isernia, on es troba la catedral de Sant Pere Apòstol. A Venafro hi ha la cocatedral de Santa Maria Assunta.
El territori està dividit en 48 parròquies agrupades en 7 arxiprestats: : Isernia, Venafro, Capriati a Volturno, Carpinone, Cerro al Volturno, Monteroduni i Pozzilli.

## Principals festes religioses
- Festa dels Sants Màrtirs Nicandro, Marciano i Daria (Venafro) 16-17-18 de juny
- Festa de Sant Pere Celestí (Isernia) 19 de maig
- Festa dels Sants Cosme i Damià (Isernia) 26-27-28 de setembre
- Festa de la Mare de Déu del Carmel (Venafro) 15-16 de juliol
- Processó del Divendres Sant (Isernia i Venafro)
- Processó del Corpus Christi (Isernia i Venafro)
- Festa de Sant Roc (Carpinone i Capriati a Volturno) 16 d'agost
- Festa de Santa Anna (Pozzilli i Pescolanciano) 26 de juliol

### Solemnitat dels patrons de la diòcesi
Els patrons de la diòcesi són els sants màrtirs Nicandre, Marcià i Daria, que se celebra entre el 16 i 18 de juny a la ciutat de Venafro, mentre que a la resta de municipis de la diòcesi se celebra la memòria litúrgica. Del 17 de maig al 17 de juny a la basílica a les 6 del vespre se celebra el mes de Sant Nicandre amb la missa que se celebra cada dia per un sacerdot de la diòcesi.
El 16 de juny, a les 6.00 se celebra la missa a la basílica. A les 19:30, el bust de plata i el cap de Sant Nicandre, juntament amb les relíquies de Sant Daria i Sant Marcià es porten en processó des de l'església de l'Anunciació, on es custodien durant tot l'any, a la Basílica dels Sants. Màrtirs. A continuació es resen les vespres solemnes presidides pel bisbe i el clergat diocesà i la distribució del "mannà sagrat."
El 17 de juny és el dia de la memòria litúrgica. A les 11.00 se celebra la pontifical solemne a la Basílica dels Sants Màrtirs durant la qual l'alcalde de la ciutat dona a les mans del bisbe les claus de la ciutat de Venafro i espelmes en senyal de devoció a totes les persones als sants patrons.
El 18 de juny a les 20:00 hores se celebra una processó solemne a la qual milers i milers de fidels també de les diòcesis veïnes. Es canta l'antic himne popular en les diverses parades en el camí. A la catedral de Santa Maria de l'Assumpció el bisbe pronuncia l'homilia. El ritu es conclou, després de la mitjanit, a la Piazza Castello per tornar a l'església de la Santíssima Anunciació, després del cant de l'himne i la benedicció de la ciutat.

## Història

### Venafro
La primera notícia de la diòcesi de Venafro es remunta a la fi del segle v, amb la menció del bisbe Costantino (o Costanzo) present en un sínode romà proclamat pel Papa Símmac el 499; el Papa va escriure dues cartes al mateix bisbe. De les cartes de Gregori el Gran a l'ardiaca Artemio (vers 591-595) sabem que la diòcesi de Venafro estava vacant.
Després d'aquesta notícia, no sap res més de la seu, potser a causa de la destrucció causada pel llombards, fins a 1032, quan l'arquebisbe de Càpua, Atenolfo, consagrà Gerardo per a les seus unides de Venafro, Isernia i Bovino. A partir d'aquest moment Venafro, sufragània de Càpua, va romandre unida aeque principaliter a Isernia fins al final de l'episcopat de Teodoro, que es va iniciar el 1230.
El primer bisbe després de la dissolució de la unió amb Isernia va ser Rinaldo, capellà del cardenal Stefano De Normandis. Va ser el primer d'una llarga i ininterrompuda sèrie de bisbes, entre els quals s'inclouen: el cardenal Ladislao d'Aquino; Vincenzo Martinelli, el primer que va celebrar un sínode diocesà; Ludovico Ciogni, expert en dret, que va ser governador de diverses ciutats dels Estats Pontificis; Mattia Joccia, que va fer construir i va inaugurar el seminari en 1728.
Amb la butlla De utiliori del 27 de juny de 1818 el Papa Pius VII suprimí la diòcesi i va incorporar el territori en el de la diòcesi d'Isernia.

### Isernia
Segons la tradició, la diòcesi d'Isernia va ser erigida al segle v. Però el seu origen és incert, així com l'antiga sèrie dels seus bisbes. La mateixa tradició reconeix com a primer bisbe un Sant Benet, d'època incerta (finals del segle vi?). Altres bisbes s'esmenten en els catàlegs medievals, presos per Ferdinando Ughelli en la seva sagrada Itàlia : Italia sacra: Lorenzo (402), Eutodio (465), Mario (499), Innocenzo (501), Sebastiano (595). No obstant això, aquests bisbes pertanyen a altres llocs, com ho documenten Lanzoni i Cappelletti.
Independentment a l'antiguitat de la seu només a partir del segle viii es tenen notícies i informació històrica fiable sobre els seus bisbes i sobretot sobre l'abadia de San Vincenzo a Volturno. La diòcesi va ser sufragània de l'arxidiòcesi de Càpua.
Amb la butlla de 20 de març de 1128 del Papa Luci III, es confirmà al bisbe Rinaldo les seves possessions, determinant tantmanteix els límits i les esglésies de la seva diòcesi i es va unir a la diòcesi de Venafro.
En tres ocasions, el 847, el 1349 i el 1456, la ciutat d'Isernia, la seva catedral i altres edificis religiosos van ser destruïdes per terratrèmols.
Entre els bisbes d'Isernia es destaca a: Cristoforo Maroni, qui va esdevenir cardenal amb el títol de San Ciriaco alle Terme; Massimo Bruni Corvino, qui va ser legat pontifici a la República de Venècia i al Regne de Nàpols; Paolo della Corte, que després d'abandonar la diòcesi va esdevenir governador de Benevent, de Spoleto i, finalment, vicari del Papa per a Roma; Giovanni Saverio De Leoni, qui va establir el seminari diocesà.

### Isernia-Venafro
El 19 de juny de 1852 el Papa Pius IX restaurà la diòcesi de Venafro unint-la aeque principaliter a la diòcesi d'Isernia.
El 21 d'agost de 1976, amb la butlla Ad apicem sacerdotalis del Papa Pau VI, les dues seus d'Isernia i Venafro van ser substretes a la metropolia de Càpua i passaren a formar part de la nova província eclesiàstica de l'arxidiòcesi de Boiano-Campobasso.
El 30 de setembre de 1986 amb el decret Instantibus votis de la Congregació per als Bisbes Isernia i Venafro van ser unides a plena unione i la diòcesi resultant assumí el nom actual.

## Episcopologi
Bisbes de Venafro
- Costantino † (inicis de 496 ? - finals de 499)
  - Sede unita a Isernia (1032 - finals de 1230)
- Rinaldo † (15 de febrer de 1252 - finals de 5 de juny de 1286)
- Giovanni † (inicis de 1289 - 24 de febrer de 1294 mort)
- Andrea d'Aversa † (12 de desembre de 1295 - 1299 mort)
- Giordano di Sermoneta † (1 de març de 1299 - 1300 mort)
  - Romano Borgia, O.S.B.Vall. † (1300 - 1300 mort) (bisbe electe)
- Docibile di Sermoneta † (28 de març de 1300 - 1301 mort)
- Pellegrino, O.E.S.A. † (23 de setembre de 1301 - 1306 mort)
- Nicola † (? - ? mort)
- Pietro Sparano da San Severo † (9 de març de 1326 - 6 de setembre de 1328 nomenat bisbe de Nola)
- Giovanni di Tocco † (6 de setembre de 1328 - 1348 mort)
- Pietro da Bassiano, O.P. † (23 de juny de 1348 - 1366 mort)
- Guido † (11 d'agost de 1366 - ?)
  - Pietro † (? - ? mort) (antibisbe)
  - Carlotto Arcamono † (8 de juliol de 1388 - ?) (antibisbe)
- Niccolò † (inicis de 1387 - 1396 mort)
- Ruggero da Castel di Pietra, O.E.S.A. † (14 de juliol de 1396 - 19 d'abril de 1399 mort)
- Andrea Fiascone † (6 d'octubre de 1399 - ? mort)
- Carlo Ancamono † (citat el 1420 - 23 de març de 1422 nomenat bisbe de Bitetto)
- Antonio Mancini † (18 de desembre de 1426 - 1465 mort)
- Giovanni Gattula † (2 d'octubre de 1465 - 1471 mort)
- Angelo de Alberto † (17 d'agost de 1472 - 1504 mort)
- Riccomanno Buffalini † (2 d'octubre de 1504 - 1528 mort)
  - Girolamo Grimaldi † (9 d'octubre de 1528 - 2 de juny de 1536 dimití) (administrador apostòlic)
- Bernardino Soria, O.F.M. † (2 de juny de 1536 - 1548 mort)
- Giambattista Caracciolo Pisquizi † (22 de març de 1548 - 1557 mort)
- Gian Antonio Carafa † (5 d'abril de 1557 - 1558 mort)
- Andrea Matteo Acquaviva d'Aragona † (20 de juliol de 1558 - 16 de setembre de 1573 nomenat arquebisbe de Cosenza)
- Orazio Caracciolo † (16 de setembre de 1573 - 1581 mort)
- Ladislao d'Aquino † (20 d'octubre de 1581 - 12 de febrer de 1621 mort)
- Ottavio Orsini † (13 de setembre de 1621 - 20 de setembre de 1632 nomenat bisbe de Segni)
- Vincenzo Martinelli, O.P. † (20 de setembre de 1632 - 10 de setembre de 1635 mort)
- Giacinto Cordella † (1 d'octubre de 1635 - 15 de desembre de 1666 nomenat bisbe de Recanati i Loreto)
- Sebastiano Leopardi † (16 de març de 1667 - 2 de juliol de 1669 mort)
- Ludovico Ciogni † (1 de setembre de 1670 - 6 d'agost de 1690 mort)
- Carlo Nicola de Massa † (11 de desembre de 1690 - 23 de març de 1710 mort)
  - Sede vacante (1710-1718)
- Mattia Joccia † (11 de maig de 1718 - 19 de gener de 1733 mort)
- Francesco Agnello Fragianni † (11 de maig de 1733 - 28 de febrer de 1742 nomenat bisbe de Calvi)
- Giuseppe Francesco Rossi † (24 de setembre de 1742 - 27 de gener de 1754 mort)
- Francesco Saverio Stabile † (20 de maig de 1754 - 1 de desembre de 1788 mort)
  - Sede vacante (1788-1792)
- Donato de' Liguori † (26 de març de 1792 - 27 de gener de 1811 mort)
  - Sede vacante (1811-1818)
  - Seu suprimida (1818-1852)
  - Seu restaurada i unida a Isernia (1852-1986)

Bisbes d'Isernia
- Benedetto (finals del segle vi)
- Bonifacio † (citat el 758)
- Anònim † (? - 848 mort)
- Anònim † (citat el 854)
- Odelgario † (citat el 877)
- Lando † (citat el 946)
- Arderico † (inicis de 964 - finals de 975)
- Gerardo † (1032 - ?)
- Pietro da Ravenna, O.S.B. † (1059 - finals de 1080)
- Leone † (citat el 1090)
- Mauro † (inicis de 1105 - 25 d'octubre de 1126 mort)
- Rinaldo † (inicis de 1128 - finals de 1179)
- Gentile † (? - 1195 nomenat bisbe d'Aversa)
- Dario † (inicis de 1208 - finals de 1221)
- Teodoro † (citat el 1230)
- Ugo † (citat el 1244)
- Niccolò † (inicis de 1258 - 25 de maig de 1266 dimití)
- Enrico da San Germano, O.F.M. † (1267 - ?)
- Matteo † (citat el 1276)
- Roberto † (inicis de 1287 - finals de 1289)
- Jacopo † (citat el 1302)
- Pietro II † (inicis de 1307 - 1330 mort)
- Corrado Rampini † (1330 - 1330 mort) (bisbe electe)
- Enrico II, O.F.M. † (2 de juliol de 1330 - 1331 mort)
- Guglielmo, O.Carm. † (13 de novembre de 1331 - ?)
- Cristoforo † (vers 1348 - ? mort)
- Filippo Gezza de Rufinis, O.P. † (de desembre de 1362 - 8 de novembre de 1367 nomenat bisbe de Tivoli)
- Paolo de' Lapi (Francesco di Roma), O.F.M. † (22 de desembre de 1367 - 3 de febrer de 1379 nomenat arquebisbe de Monreale)
- Niccolò II † (1379 - ?)
- Cristoforo Maroni † (1387 - 18 de desembre de 1389 dimití)
- Domenico † (30 de maig de 1390 - 18 d'agost de 1402 nomenat bisbe de Sessa Aurunca)
- Andrea Serao † (1402 - 11 d'octubre de 1402 nomenat bisbe de Potenza)
- Antonio De Rossi † (2 d'octubre de 1402 - 12 de juliol de 1404 nomenat bisbe de Terracina)
- Niccolò III, O.S.B. † (14 de maig de 1404 - ? mort)
  - Lucillo † (1414 - ?) (bisbe electe)
- Bartolomeo di Pardo † (28 de gener de 1415 - ? mort)
- Giacomo de Monte Aquila † (27 de juny de 1418 - 1469 mort)
- Carlo Setari † (12 de gener de 1470 - 1486 mort)
- Francesco Adami † (10 d'abril de 1486 - 1497 mort)
- Costantino Castrioto † (2 d'octubre de 1497 - 1500 mort)
- Giovanni Olivieri † (8 d'abril de 1500 - 1510 mort)
- Massimo Bruni Corvino † (30 de setembre de 1510 - 1522 mort)
  - Cristoforo Numai, O.F.M. † (17 d'abril de 1523 - 19 de desembre de 1524 dimití) (administrador apostòlic)
- Antonio Numai † (19 de desembre de 1524 - 1567 dimití)
- Giambattista Lomellini † (17 de març de 1567 - 22 de novembre de 1599 mort)
- Paolo della Corte, C.R. † (15 de març de 1600 - 1606 dimití)
- Alessio Geromoaddi † (20 d'abril de 1606 - 6 d'abril de 1611 mort)
- Marcantonio Genovesi † (26 de setembre de 1611 - 7 de novembre de 1624 mort)
- Gian Gerolamo Campanili † (27 de gener de 1625 - 22 de juny de 1626 mort)
- Diego Merino, O.Carm. † (24 d'agost de 1626 - 1 de gener de 1637 mort)
- Domenico Giordani, O.F.M. † (17 d'agost de 1637 - 11 de febrer de 1640 mort)
- Marcello Stella † (26 de març de 1640 - 1642 mort)
- Gerolamo Mascambruno † (11 d'agost de 1642 - de maig de 1643 mort)
- Pietro Paolo de Rustici, O.S.B. † (14 de desembre de 1643 - 28 d'octubre de 1652 mort)
- Gerolamo Bollini, O.S.B.Coel. † (9 de juny de 1653 - 1657 mort)
- Tiburzio Bollini, O.S.B.Coel. † (28 de maig de 1657 - 1660 mort)
- Michelangelo Catalani, O.F.M.Conv. † (20 de setembre de 1660 - 1672 mort)
- Gerolamo Passarelli † (30 de gener de 1673 - 14 de novembre de 1689 nomenat arquebisbe de Salern)
- Michele da Bologna, C.R. † (6 de març de 1690 - 11 de desembre de 1698 dimití)
- Biagio Terzi † (22 de desembre de 1698 - de maig de 1717 mort)
- Giovanni Saverio De Leoni † (20 de desembre de 1717 - 22 de novembre de 1730 nomenat bisbe de Melfi i Rapolla)
- Giuseppe Isidoro Persico † (18 de juny de 1731 - de març de 1735 mort)
  - Sede vacante (1735-1739)
- Giacinto Maria Giannucci † (14 de desembre de 1739 - 26 de març de 1757 mort)
- Erasmo Mastrilli † (26 de setembre de 1757 - de gener de 1769 mort)
- Michelangelo Parata † (21 d'agost de 1769 - inicis de 19 de novembre de 1806 mort)
  - Sede vacante (1806-1818)
- Michele Ruopoli † (25 de maig de 1818 - 24 de desembre de 1821 mort)
- Salvatore Maria Pignattaro, O.P. † (24 de novembre de 1823 - 24 de gener de 1825 dimití)
- Adeodato Gomez Cardosa † (19 de desembre de 1825 - 4 de juliol de 1834 mort)
- Gennaro Saladino † (19 de maig de 1837 - 19 de juny de 1852 nomenat bisbe d'Isernia i Venafro)

Bisbes d'Isernia i Venafro
- Gennaro Saladino † (19 de juny de 1852 - 27 d'abril de 1861 mort)
  - Sede vacante (1861-1872)
- Antonio Izzo † (23 de febrer de 1872 - 24 d'octubre de 1879 mort)
- Agnello Renzullo † (27 de febrer de 1880 - 23 de juny de 1890 nomenat bisbe de Nola)
- Francesco Paolo Carrano † (4 de juny de 1891 - 16 de gener de 1893 nomenat arquebisbe de l'Aquila)
- Nicola Maria Merola † (12 de juny de 1893 - 24 de setembre de 1915 mort)
- Niccolò Rotoli, O.F.M. † (28 de març de 1916 - 27 d'abril de 1932 mort)
- Pietro Tesauri † (13 de març de 1933 - 25 de maig de 1939 nomenat arquebisbe de Lanciano i Ortona)
- Alberto Carinci † (25 de març de 1940 - 28 d'abril de 1948 nomenat bisbe de Boiano-Campobasso)
- Giovanni Lucato, S.D.B. † (21 de juny de 1948 - 1 de maig de 1962 mort)
- Achille Palmerini † (11 de juliol de 1962 - 7 d'abril de 1983 ritirato)
- Ettore Di Filippo † (7 d'abril de 1983 - 30 de setembre de 1986 nomenat bisbe d'Isernia-Venafro)

Bisbes d'Isernia-Venafro
- Ettore Di Filippo † (30 de setembre de 1986 - 28 d'octubre de 1989 nomenat arquebisbe de Campobasso-Boiano)
- Andrea Gemma, F.D.P. (7 de desembre de 1990 - 5 d'agost de 2006 jubilat)
- Salvatore Visco (5 d'abril de 2007 - 30 d'abril de 2013 nomenat arquebisbe de Càpua)
- Camillo Cibotti, des del 8 de maig de 2014

## Demografia
A finals del 2006, la diòcesi tenia 60.000 batejats sobre una població de 63.000 persones, equivalent al 95,2% del total.
| any  | població | població | població | sacerdots | sacerdots       | sacerdots       | sacerdots             | diaques | religiosos | religiosos | parroquies |
| ---- | -------- | -------- | -------- | --------- | --------------- | --------------- | --------------------- | ------- | ---------- | ---------- | ---------- |
| any  | batejats | total    | %        | total     | clergat secular | clergat regular | batejats por sacerdot | diaques | homes      | dones      |            |
| 1950 | 53.000   | 53.000   | 100,0    | 75        | 68              | 7               | 706                   |         | 8          | 24         | 40         |
| 1970 | 51.575   | 51.580   | 100,0    | 68        | 54              | 14              | 758                   |         | 17         | 44         | 43         |
| 1980 | 59.805   | 59.840   | 99,9     | 61        | 49              | 12              | 980                   |         | 14         | 48         | 57         |
| 1990 | 62.600   | 64.000   | 97,8     | 58        | 50              | 8               | 1.079                 | 1       | 8          | 42         | 48         |
| 1999 | 61.100   | 63.000   | 97,0     | 62        | 52              | 10              | 985                   | 9       | 18         | 43         | 48         |
| 2000 | 62.000   | 63.000   | 98,4     | 66        | 56              | 10              | 939                   | 9       | 20         | 48         | 48         |
| 2001 | 63.000   | 65.000   | 96,9     | 63        | 53              | 10              | 1.000                 | 8       | 15         | 50         | 48         |
| 2002 | 58.000   | 60.100   | 96,5     | 69        | 60              | 9               | 840                   | 8       | 10         | 56         | 48         |
| 2003 | 58.000   | 60.100   | 96,5     | 66        | 58              | 8               | 878                   | 10      | 8          | 52         | 48         |
| 2006 | 60.000   | 63.000   | 95,2     | 75        | 63              | 12              | 800                   | 12      | 24         | 46         | 48         |